# Brecon Castle
Brecon Castle, äldre engelska Brecknock Castle, är ett medeltida slott i Brecon som ligger i kommunen Powys i Wales.
Brecon Castle uppfördes 1093 av normanden Bernard de Neufmarché, bror till Vilhelm Erövraren. Slottet bytte ägare flera gånger under de många krigen som knöt Wales till den engelska kronan. Edward Stafford, 3:e hertig av Buckingham föddes på slottet och efter hans avrättning 1521 föll det allt mer i ruiner. Det är sedan 1800-talet renoverat.